# 사토 히사야
사토 히사야(일본어: 佐藤 久弥, 1998년 4월 4일~)는 일본의 축구 선수이다.

## 구단 경력
그는 2021년 J2리그의 도쿄 베르디에 입단했다. 2022년 리그 데뷔했다. 2023년 J2리그 3위를 기록하여 J1리그로 승격했다. 2025년 J3리그의 FC 류큐로 이적했다.